# كارلوس رودريغيز (ملحن)
كارلوس رودريغيز (بالإسبانية: Carlos Rodríguez)‏ هو فنان وملحن وكاتب أغاني أرجنتيني وإسباني، ولد في 13 يناير 1972 في بوينس آيرس في الأرجنتين.

## وصلات خارجية
- كارلوس رودريغيز على موقع ميوزك برينز (الإنجليزية)
- كارلوس رودريغيز على موقع ديسكوغز (الإنجليزية)
- كارلوس رودريغيز على موقع ديسكوغز (الإنجليزية)